# Sachin (ciutat)
Sachin (hindi:सचिन) és una ciutat i municipi al districte de Surat a Gujarat a 19 km de Surat a l'Índia. Al cens del 2001 consta amb una població de 39.4230 i el 2009 s'estima que ha pujat uns deu mil habitants més; el 1901 la població era només de 997 habitants. Fou capital del principat de Sachin però darrerament els nawabs van residir a Lachpur a la riba del Mindhola. L'Àrea Industrial de Sachin és la segona d'Àsia en termes de superfície. Hi ha una petita fortalesa i un palau.